# Bobon
Bobon (Bayan ng Bobon) är en kommun i Filippinerna. Kommunen ligger på ön Samar, och tillhör provinsen Norra Samar. Folkmängden uppgår till 16 851 invånare.

## Barangayer
Bobon är indelat i 18 barangayer.
| - Acerida - Arellano - Balat-balud - Dancalan - E. Duran - Gen. Lucban (Pob.) - Jose Abad Santos - Jose P. Laurel (Casulgan) - Magsaysay (Doce) | - Calantiao (Pangobi-an) - Quezon (Panicayan) - Salvacion - San Isidro - San Juan (Pob.) - Santa Clara (Pob.) - Santander - Somoroy - Trojello |